# Кувана
Кувана (јап. 桑名市) град је у Јапану у префектури Мије. Према попису становништва из 2005. у граду је живело 138.963 становника.

## Становништво
Према подацима са пописа, у граду је 2005. године живело 138.963 становника.
| 1995.   | 2000.   | 2005.   |
| ------- | ------- | ------- |
| 129.595 | 134.856 | 138.963 |